# Posthoméricas

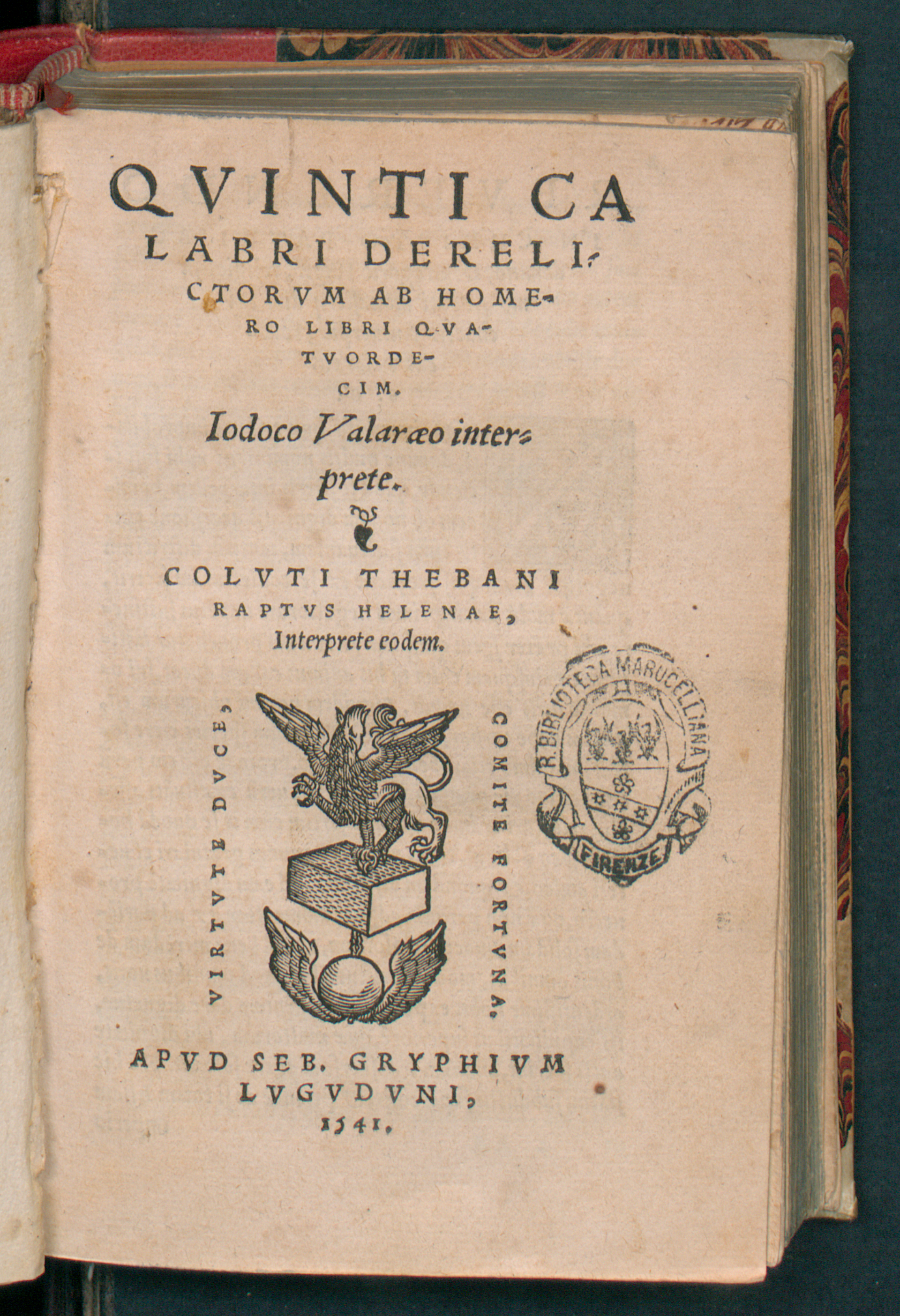
Posthoméricas. Edición de 1541

Las Posthoméricas (τὰ μεθ᾿Ὅμηρον) constituyen un poema épico de Quinto de Esmirna, quien tal vez lo escribiera en la última mitad del siglo IV. En el poema se narra el período intermedio entre la muerte de Héctor y la caída de Troya. Aunque su estilo fue criticado por algunos escolásticos, es, sin embargo, una de las primeras fuentes escritas que nos quedan sobre este período de la guerra de Troya.

## Composición
- Canto I. Llegada de las amazonas, acaudilladas por la reina Pentesilea; duelo de ésta con Aquiles, que la mata.
- Canto II. Combate y muerte de Memnón, hijo de Eos.
- Canto III. Muerte y funerales de Aquiles.
- Canto IV. Juegos funerarios en honor a Aquiles.
- Canto V. Disputa entre Odiseo y Áyax por las armas de Aquiles; suicidio de Áyax.
- Cantos VI-IX. Combates frente a Troya y embajadas para buscar a Neoptólemo, hijo de Aquiles, y Filoctetes, portador de las flechas de Heracles.
- Canto X. Muerte de Paris.
- Canto XI. Combates encabezados por Eneas.
- Cantos XII-XIV. Construcción del caballo de Troya, saqueo de la ciudad, partida de la flota griega y su división por la tempestad.